# Staatsarchiv Luzern
Das Staatsarchiv Luzern in Luzern hat die gesetzliche Aufgabe, dauernd wertvolle Unterlagen der Verwaltung des Schweizer Kantons Luzern zu sichern, zu erschliessen, zu vermitteln und auszuwerten. Das Archiv ist verwaltungstechnisch dem kantonalen Justiz- und Sicherheitsdepartement angegliedert.

## Geschichte
Die ältesten Fragmente in den Beständen gehen auf das 8. Jahrhundert zurück und stammen aus dem Kollegiatsstift St. Leodegar im Hof. In einer Abschrift aus dem 12. Jahrhundert sind Urkunden aus dem 9. Jahrhundert in einem Traditionsrodel erhalten. Das Archiv der Stadt Luzern ging zwischen 1803 und 1832 im Rahmen der Sönderung zwischen Stadt und Staat Luzern an den Kanton über und wird im Staatsarchiv aufbewahrt.
Ab dem 14. Jahrhundert dehnt sich mit dem Anwachsen der Territorialherrschaft des Stadtstaat Luzern und den zunehmenden aussenpolitischen Verwicklungen der Archivsprengel aus. Mit zunehmendem Herrschaftsgebiet und Schriftlichkeit wuchsen auch die Bestände des städtischen Archivs, welches neben Urkunden auch Waffen- und Steuerrödel, Turmbücher, Ratsbücher, Missiven, Rechnungsrödel und Urbare enthielt. Mit der Auflösung der Klöster im Kanton Luzern im 19. Jahrhundert wurden das vorgefundene Verwaltungsschriftgut ins Staatsarchiv gebracht, darunter die Bestände des Zisterzienserkloster St. Urban, des Franziskanerklosters Werthenstein und den Johanniterkommenden Hohenrain und Reiden. Mit der Übernahme des Archivs des Klosters St. Urban 1848 kam auch der 1839 nach Vermittlung von Theodor von Liebenau durch das Kloster erworbene Gatterer-Apparat in den Besitz des Staatsarchivs. Dieser wurde 1996 dem Landesarchiv Speyer verkauft und 1997 nach Speyer transportiert. Unter Peter Xaver Weber wurde zu Beginn des 20. Jahrhunderts eine Wappensammlung angelegt.

### Staatsarchivare seit 1803
- 1803–1814 Josef Karl Amryhn (Oberarchivar, Stadtschreiber)
- 1814–1842 Franz Ludwig Segesser von Brunegg
- 1842–1848 Philipp Anton Mohr
- 1848–1856 Joseph Karl Krütli
- 1856–1871 Friedrich Bell
- 1871–1914 Theodor von Liebenau
- 1914–1940 Peter Xaver Weber
- 1941–1971 Josef Schmid
- 1971–1997 Fritz Glauser
- 1997–2007 Anton Gössi[8]
- Seit 2007 Jürg Schmutz[8]

### Archivstandorte
Das Staatsarchiv Luzern war an verschiedenen Standorten innerhalb der Stadt Luzern untergebracht. Der Wasserturm der Kappelbrücke wurde nach seinem Bau im 14. Jahrhundert als feuerfester Archivraum genutzt, bevor der Turm des Rathauses Ende des 15. Jahrhunderts für die Nutzung als Archiv aufgestockt wurde. Im direkt an das Rathaus anschliessende Haus an der Furrengasse wurde zwischen 1696 und 1698 ein Archivraum im Barockstil für Archivzwecke eingerichtet. Nach der Sönderung zwischen Staat und Stadt Luzern bezog das Staatsarchiv 1812 das ehemalige Theatergebäude über der Sakristei der Jesuitenkirche, bevor um 1840 weitere Räume im Rund um den Grossratssaal des Regierungsgebäudes bezogen wurden. 1894 folgte der Umzug in das ehemalige Jesuitengymnasium zwischen Regierungsgebäude und Reuss. Das angrenzende Dullikerhaus und das danebenliegende Mettenwyl-Haus wurden 1989 bezogen, bevor 1993 der Umzug in das als Zweckbau neu errichtete Archivgebäude an der Schützenstrasse vollzogen wurde.

## Bestände
Die Bestände des Archivs lassen sich in vier Gruppen gliedern:
- das Verwaltungsschriftgut der Stadt Luzern vom 13. bis zum 18. Jahrhundert,
- die Unterlagen der kantonalen Verwaltung und Gerichte seit 1798,
- die Archive der im 19. Jahrhundert aufgehobenen Klöster (bei dieser Gruppe bilden die Archive des Zisterzienserklosters St. Urban, der Franziskanerklöster Luzern und Werthenstein sowie der Ritterhäuser Hitzkirch, Hohenrain und Reiden einen Schwerpunkt), und
- die Archive privater Personen und Institutionen wie zum Beispiel von Vereinen, Parteien und industriellen oder gewerblichen Unternehmungen. Zur letzten Gruppe gehören insbesondere die Unterlagen von gesamtschweizerisch tätigen, katholischen Verbänden wie Fastenopfer, Caritas Schweiz, Schweizerischer Katholischer Frauenbund oder Bundesleitung Jungwacht Blauring.

Die Bestände des Staatsarchivs dienen als Forschungsgrundlage für wissenschaftliche Artikel zur Luzerner und allgemeinen Schweizer Geschichte. So haben es auch alle Staatsarchivare als Grundlage für eigene Publikationen beigezogen.
Das Archiv ist auf der Liste der Kulturgüter in Luzern als national bedeutend aufgeführt.